# 中嶋千尋
中嶋 千尋（なかじま ちひろ、1964年1月31日 - ）は、東京都中野区出身の日本の女子プロゴルファーである。

## 経歴
小学生2年生までは全てがビリ、体も小さく弱かったがスポーツも勉強も一気に伸び、高学年には800ｍ走の選手に選ばれ市の大会で入賞するようになる。　
中学ではバスケット部、陸上部、水泳部を掛け持ちするスポーツ万能少女になっていく。
中学3年生、見たこともなかったゴルフと出会い、打っている最中にプロゴルファーになると決め、引退までのシナリオが出来上がった。
PL学園高校卒業。元プロ野球選手、吉村禎章さんなどが同級生。
1984年 葛城GCに研修生として入社し、寺下郁夫プロに師事する。
1985年 プロテストに合格し、研修期間を経て日本女子プロゴルフ協会 (JLPGA) に入会 (50期) 
1988年　フジサンケイレディス3位
1988年 6月「ダンロップレディスオープンゴルフ」にて「初優勝はプレーオフが良い」と決めていた通り山田満由美、吉川なよ子、劉素卿との4人のプレーオフを制し、ツアー初優勝。
2週連続優勝のかかったミズノオープンにて2位
賞金ランキング22位、初のシード権獲得。
その秋、米ツアー挑戦の為、Qスクールを受験し通過する。岡本綾子さんの次に米ツアー参戦した選手。
1989年から2年間、アメリカツアーに参戦した。　
1991年日本ツアーに復帰、当時は原因不明だった首、背中、腰痛に苦しみ、以降長らく芳しい成績を残せなくなった。
1992年 千代田スカイコートレディス2位
1997年 33歳　日本女子プロゴルフ協会公認ドライビングコンテスト優勝 272y
1998年 3戦連続予選落ちから始まったが、4戦目の「健勝苑レディス・道後」では通算9アンダーで2位・野呂奈津子に1打差で優勝。初優勝から2度目まで約10年かかっての復活優勝だった。全英女子オープン出場。賞金ランク30位。
1999年 フィジカル的に限界と引退を覚悟する中、能力開発の第一人者の西田文雄先生に出会う。
考え方、行動を一新。同時に練習量を最小限にして勝つための練習方法をあみ出す。
2000年 シード権奪還
2001年 廣済堂レディス3位タイ、リゾートトラストレディス2位、フリスキー大阪女子オープン3位タイ  
2002年 2勝　東洋水産レディス北海道では通算8アンダーで並んだ具玉姫とのプレーオフを制し、3度目の優勝。富士通レディースでは通算12アンダー、2位・小野香子に1打差で自身初の1シーズン複数回優勝を記録。同年は自己最高3,065万円余を獲得し、賞金ランク15位も自己最高だった。
2003年 ゴルフ5レディス2位
2004年 40歳で迎えたミズノクラシック初日にアニカソレンスタムと並んでトップタイ。ベストスコア63を記録。
アピタ・サークルKレディス 3位タイ。同年は賞金ランク36位だった。
2006年 レギュラーツアー最後の年と決めて参戦、ツアー出場は21年間。
2007年 3年間と決めて、オリジナルゴルフウエアブランド「D2-chihiro」のデザインを手掛ける。
「スタイルが良く見える」「着心地が良い」「着回しが利く」ウエアは23店舗に展開
2010年 プライベートレッスンを開始、勝つために編み出したメソッドをプロだけでなく、「即効」「飛ぶ」「シンプル」「楽しい」初心者でも取り組めるメソッドに進化させる。　
2024年 一般社団法人日本チャレンジゴルフツアー協会の理事に就任
2025年 MOVE GOLF ACADEMY設立 トッププロ育成、ジュニア育成本格スタート

## 優勝歴

### JLPGAツアー (4)
| No. | 日程              | 大会名                           | スコア                | 2位との差  | 2位（タイ）                  |
| --- | ----------------- | -------------------------------- | --------------------- | ---------- | ---------------------------- |
| 1   | 1988年6月16-18日  | ダンロップレディスオープンゴルフ | ＋3 (71-72-73-75=291) | プレーオフ | 吉川なよ子 山田満由美 劉素卿 |
| 2   | 1998年4月10-12日  | 健勝苑レディス・道後             | －9 (68-69-70=207)    | 1打        | 野呂奈津子                   |
| 3   | 2002年7月12-14日  | 東洋水産レディス北海道           | －8 (68-70-70=208)    | プレーオフ | 具玉姫                       |
| 4   | 2002年10月18-20日 | 富士通レディース                 | －12 (65-69-70=204)   | 1打        | 小野香子                     |

## エピソード
- 最長ブランク優勝 - 健勝苑レディス・道後での復活優勝は9年297日ぶりで2022年10月30日に金田久美子が11年189日[3]ぶりに優勝をするまでは、黄アルムの9年115日、柏戸レイ子の7年349日などを抑えて歴代最長であった[2]。